# Spirale di lava
Una spirale di lava (lava coil in lingua inglese) è una struttura spiraliforme (a spirale singola o doppia con una forma che ricorda una S) che si produce quando una lava a bassa viscosità e deflusso relativamente veloce (come una lava basaltica del tipo Pāhoehoe) solidifica lungo la zona di taglio che si produce al contatto con uno strato lavico a lento scorrimento. La differenza di velocità tra i due strati del flusso genera un'instabilità di Kelvin-Helmholtz che produce il motivo a spirale. Le spirali si avvolgono in senso orario o antiorario a seconda della direzione di incidenza del flusso.
Strutture di solidificazione di questo tipo sono state descritte per la prima volta negli anni sessanta del XX secolo, nelle colate del vulcano Kīlauea sull'isola di Hawaii e in Kenya. Nel 2012, morfologie compatibili con questo tipo di strutture sono state fotografate su Marte.

Spirali di lava sulla Terra e su Marte
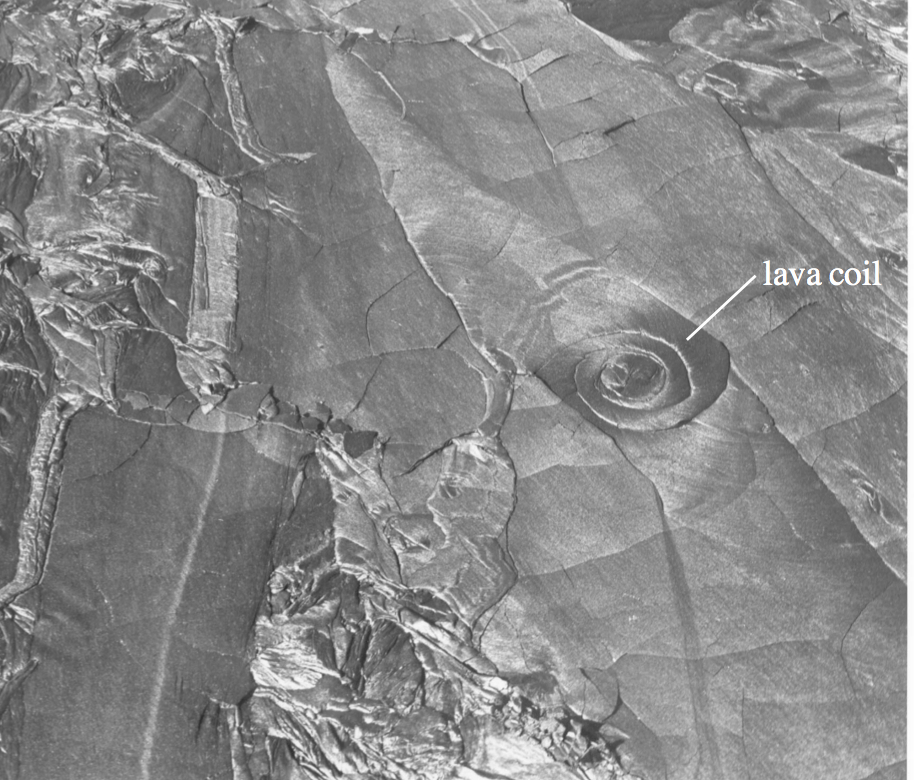
Superficie di una lava a corda (pahoehoe) a nord-est di Pu‘u Koa ́e (31 dicembre 1974). Pu‘u Koa ́e si trova nel deserto Kaʻū, una regione desertica situata a sud-ovest del vulcano Kīlauea. La spirale nella foto ha un diametro di 10 metri.
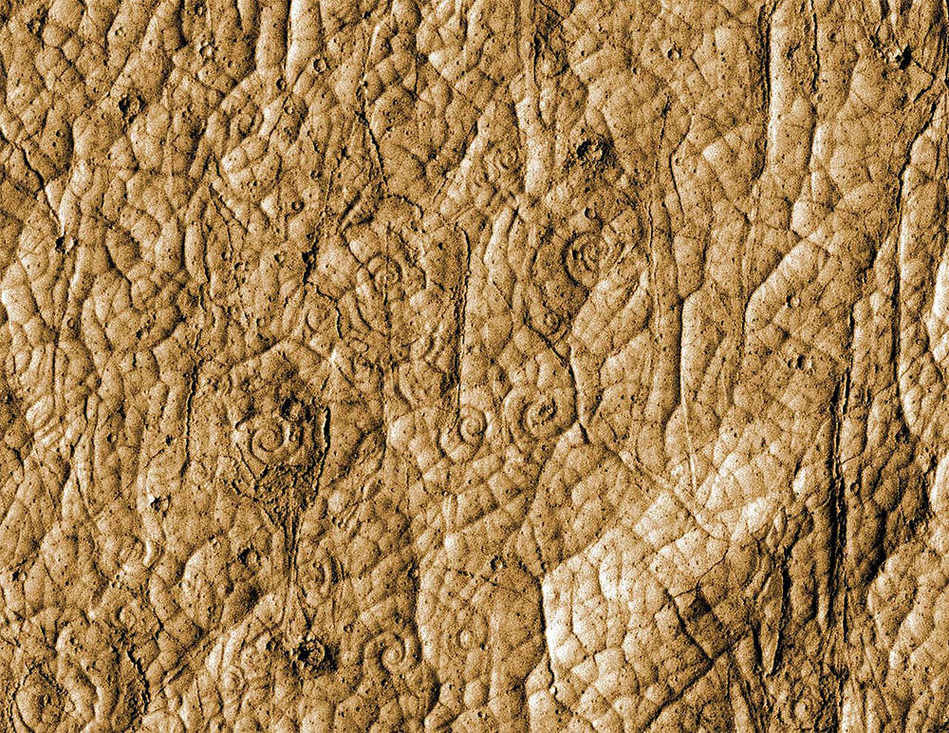
Morfologie rocciose interpretate come spirali di lava[3] fotografate dal Mars Reconnaissance Orbiter sulla superficie della regione vulcanica marziana di Cerberus Palus. Il settore fotografato ha una estensione di 500 metri in larghezza.